# Lijst van modelspoorschalen

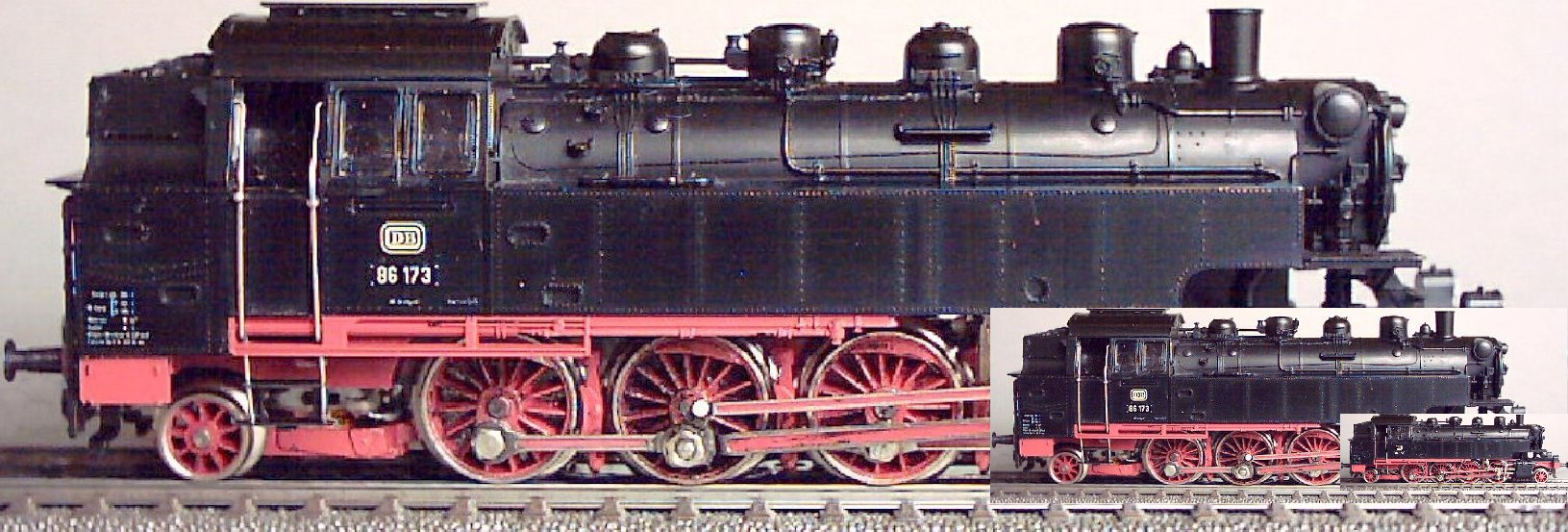
Modellocomotief afgebeeld in schalen 1, H0 en Z

Dit is een lijst van modelspoorschalen zoals die voor modeltreinen in gebruik zijn of geweest zijn.
De afstand tussen de binnenzijde van de spoorstaven wordt Spoorwijdte of Spoorbreedte genoemd.
Toelichtingen
De aanduiding M achter de cijfercode staat voor ‘museum’ (museummaten : 1:25, 1:20 en 1:10) 
De aanduiding A achter de cijfercode staat voor ‘Amerikaans’ (maat alleen geldig in de USA, Westkust)
In 1988 werden op een vergadering van verschillende modelbouwers uit Europa normen afgesproken die vervat werden in de NEM-normbladen van MOROP voor ‘Normen Europaïscher Dampf- und Gartenbahnen’ in de bladen 310 en 311.
| Naam            | Schaal        | Spoorwijdte (schaal) | Spoorwijdte (ware grootte) | Opmerkingen |
| --------------- | ------------- | -------------------- | -------------------------- | --- |
| 15¼ inch        | 381           | 381 mm               | 1435 mm                    | normaalspoor 1435 mm |
| 10¼ inch        | 1:5,5         | 260 mm               | 1435 mm                    | normaalspoor 1435 mm |
| 7¼ inch         | 1:8           | 184 mm               | 1435 mm                    | normaalspoor 1435 mm |
| 7¼ inch         | 1:5,5         | 184 mm               | 1000 mm                    | smalspoor m 1000 mm |
| 7¼ inch         | 1:4           | 184 mm               | 600 mm                     | smalspoor e 600 mm |
| 5 inch          | 1:11          | 127 mm               | 1435 mm                    | normaalspoor 1435 mm |
| 5 inch          | 1:8           | 127 mm               | 1000 mm                    | smalspoor m 1000 mm |
| 5 inch          | 1:5,5         | 127 mm               | 600 mm                     | smalspoor e 600 mm |
| SM45            | 1:19          | 45 mm                | 900 mm                     | smalspoor ca. 900 mm, ook geschikt als tuinspoor |
| SM32            | 1:19          | 32 mm                | 600 - 610 mm               | smalspoor ca. 600 mm, ook geschikt als tuinspoor, naar Brits voorbeeld |
| Gn15            | 1:20,3 - 1:24 | 16,5 mm              | 400 mm                     | G-schaal op H0-spoor, smalspoor |
| II/G3           | 1:22,5        | 64 mm                | 1435 mm                    | normaalspoor, vaak exclusieve modellen (G3: Gauge 3 (Britse benaming)); in 1891 geïntroduceerd door Märklin op de beurs van Leipzig                                                                     |
| IIm             | 1:22,5        | 45 mm                | 1000 - 1009 mm             | smalspoor ongeveer 1000 mm |
| IIe             | 1:22,5        | 32 mm                | 700 - 750 mm               | smalspoor, ook geschikt als tuinspoor |
|                 | 1:25          | 57 mm                | 1435 mm                    | voorheen gebruikt in Madurodam, materieel wordt in eigen beheer gebouwd |
| G               | 1:26 -> 1:29  | 45 mm                | 1100 - 1372 mm             | spoor geïntroduceerd in 1968 door Ernst Paul Lehmann Patentwerk onder de naam LGB; normaalspoor, veel USA, nu ook Duits, ook geschikt als tuinspoor, normaalspoorlocs op smalspoorrails                 |
| I               | 1:32          | 45 mm                | 1435 mm                    | Märklin en Hübner (overgenomen door Märklin), Kiss en KM-1 zijn bekende fabrikanten voor deze schaal |
| 0 (nul)         | 1:43,5        | 32 mm                | 1372 mm                    | vooral in Engeland en Frankrijk gebruikte schaal; ook Philotrain (NL) hanteert deze schaal |
| 016.5           | 1:43,5        | 16,5 mm              | 700 mm                     | smalspoor (voorbeeld 2¼ voet) in schaal 0 (Brits) |
| 0               | 1:45          | 32 mm                | 1435 mm                    | Europese norm voor schaal 0; in 1920 op de markt gebracht door Basset-Lowke; door de opkomst van enkele fabrikanten (Lenz, Brawa) momenteel (2012) de meest toegepaste schaal in Duitsland en Nederland |
| 0m              | 1:45          | 22,5 mm              | 1000 - 1009 mm             | smalspoor (meterspoor) in 0 (Europees) |
| 0e              | 1:45          | 16,5 mm              | 750 mm                     | smalspoor (kleiner dan meterspoor) in schaal 0 (Europees), zelfde spoorwijdte als H0 (echter dwarsliggers verder uiteen)                                                                                |
| 0n30            | 1:48          | 16,5 mm              | 800 mm                     | smalspoor (voorbeeld 2½ voet ofwel 30 inch) in schaal 0 (Amerikaans) |
| S               | 1:64          | 14,28 mm             | 914 mm                     | voornamelijk in gebruik in de Verenigde Staten |
| 00 (dubbel nul) | 1:76          | 16,5 mm              | 1250 mm                    | veel gebruikt in Engeland |
| H0 (half nul)   | 1:87          | 16,5 mm              | 1435 mm                    | meest voorkomende schaal; in 1930 op de markt gebracht door Basset-Lowke (3,5 mm per voet) |
| H0m             | 1:87          | 12 mm                | 1050 mm                    | smalspoor, zelfde spoorwijdte als TT (echter dwarsliggers verder uiteen) |
| H0n2            | 1:87          | 7 mm                 | 610 mm                     | smalspoor, Amerikaans, 2 voet |
| H0n2,5          | 1:87          | 9 mm                 | 900 mm                     | smalspoor, Amerikaans 2,5 voet, ook wel H0n30 (inch) genoemd, zelfde spoorwijdte als N spoor (dwarsliggers liggen verder uit elkaar)                                                                    |
| H0n3            | 1:87          | 10,5 mm              | 914 mm                     | Smalspoor, Amerikaans, 3 voet |
| H0e             | 1:87          | 9 mm                 | 763 mm                     | smalspoor, zelfde spoorwijdte als N (echter dwarsliggers verder uiteen) |
| H0f             | 1:87          | 6,5 mm               | 500 - 600 mm               | smalspoor (veldspoor), zelfde spoorwijdte als Z (echter dwarsliggers verder uiteen) |
| TT (Table Top)  | 1:120         | 12 mm                | 1435 mm                    | in de jaren 40 van de 20e eeuw ontwikkeld in de Verenigde Staten; vooral in de voormalige DDR populair                                                                                                  |
| N               | 1:160         | 9 mm                 | 1435 mm                    | na H0 de populairste schaal; in 1962 door het bedrijf Arnold gestandaardiseerd |
| Nm              | 1:160         | 6,5 mm               | 1050 mm                    | smal- of meterspoormodellen |
| Z Mini-Club     | 1:220         | 6,5 mm               | 1435 mm                    | Märklin (sedert 1972) en Micro-Trains |
| Zm              | 1:220         | 4,5 mm               | 1000 mm                    | smal- of meterspoormodellen |
| ZZ              | 1:300         | 4,8 mm               | 1435 mm                    | normaalspoor, alleen gebruikt door het Japanse merk Bandai; tot 2006 het kleinste commerciële modelspoor.                                                                                               |
| HZ (half Z)     | 1:440         | 3,25 mm              | 1435 mm                    | normaalspoor, in 1992 als prototype gepresenteerd door het Duitse merk Railex |
| T               | 1:450         | 3 mm                 | 1372 mm                    | normaalspoor, alleen gebruikt door het Japanse KK-Eishindo; dit is het kleinste commerciële spoormodellenmerk sinds 2006                                                                                |